# الاستفتاء الدستوري القمري 2018
تم إجراء استفتاء دستوري في جزر القمر في 30 يوليو 2018. التعديلات الدستورية المقترحة ستزيل حدود الولاية الرئاسية وشرط الرئاسة بالتناوب بين الجزر الرئيسية الثلاث. وبعد موافقة 92% من الناخبين على التعديلات، سيتم السماح للرئيس آزالي عصوماني بالترشح لفترة ولاية أخرى مدتها خمس سنوات في تصويت انتقل إلى 2019 بدلًا من 2021.

## النتائج
| الخيار                      | الأصوات | %     |
| --------------------------- | ------- | ----- |
| نعم                         | 155734  | 92.34 |
| لا                          | 12925   | 7.66  |
| الأصوات غير صالحة / الفارغة | 20091   | -     |
| المجموع                     | 188750  | 100   |
| الناخبين المسجلين / الاقبال | 301006  | 62.71 |
| المصدر: حكومة جزر القمر     |         |       |